# Carl Ethan Akeley

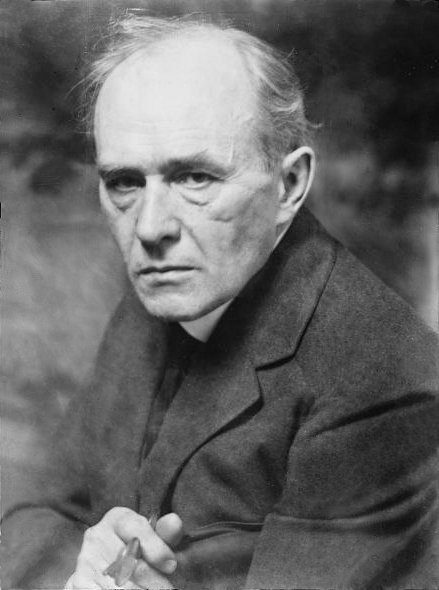
Carl Ethan Akeley

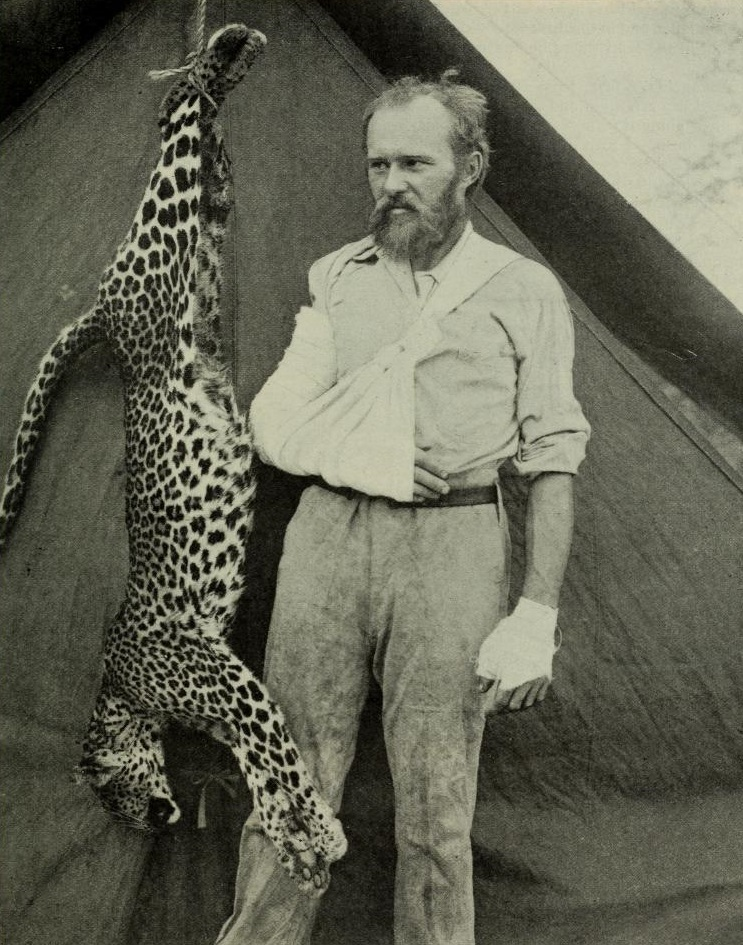
Akeley 1896 nach Kampf mit Leopard

Carl Ethan Akeley (* 19. Mai 1864 in Clarendon, Orleans County (New York), New York; † 18. November 1926 in Belgisch-Kongo) war ein amerikanischer Jäger, Taxidermist, Naturforscher, Professor, Künstler und Erfinder. Akeley erhielt mehr als 30 Patente für seine Erfindungen.

## Leben
1886 begann er im relativ neuen „Milwaukee Public Museum“, einer Ausgründung der German-English Academy, als Taxidermist zu arbeiten und zu forschen. Er spezialisierte sich auf afrikanische Säugetiere, besonders Gorillas und Elefanten.
1896 wurde er von Daniel Giraud Elliot, dem Kurator der Zoologischen Abteilung im neuen „Columbian Museum of Chicago“ (ab 1905 Field Museum of Natural History), eingeladen zu einer achtmonatigen Afrika-Expedition um in Britisch-Somaliland Tiere zu jagen die Ausstellungsstücke werden sollten. Dabei verfehlte er einen Leoparden zweimal, das nur leicht angeschossene Tier griff ihn beim Nachladen an, er verlor das Gewehr. Der Bissversuch zur Kehle ging in den rechten Oberarm, mit der Linken griff er das Tier am Hals. Mit jedem Nachschnappen konnte er es etwas weiter wegdrücken bis die Faust im Rachen steckte. Schließlich konnte er die Raubkatze niederwerfen und mit dem Knie den Brustkorb fixieren und hielt dabei länger durch als das Tier. Er schaffte es noch zum Camp zur medizinischen Versorgung. Der Leopard wurde geborgen, das Gewicht ist mit 80 lbs angegeben, also 36 kg, das typische Gewicht eines weiblichen Tieres. Noch schwerer verletzt wurde er 1909 am Mount Kenya durch einen Elefantenbullen. Er konnte sich zunächst wie beim Barrenturnen zwischen den Stoßzähnen halten, wurde aber durch den Rüssel am Kopf verletzt, ein Stoß mit dem Stoßzahn traf hauptsächlich den Boden. Er wurde bewusstlos, der Dickhäuter verfolgte daraufhin andere Mitglieder der Jagdpartie die das Weite suchten, im Glauben Akeley sei tot. Dadurch wurde aber auch kompetente Hilfe aus größerer Entfernung herbeigerufen, um Rippenbrüche und Lungenriss zu behandeln.
Ebenfalls 1909 versuchte er Einheimische bei der Löwenjagd mit Speeren zu filmen. Dafür war die Kameratechnik aber zu schwerfällig. Er entwickelte 1916 eine leichtere, flinker zu bedienende Kamera, die er 1921 erstmals einsetzte. Hollywood übernahm die Innovation, filmte damit u. a. das Wagenrennen von Ben Hur (1925).
1902 heiratete er zum ersten Mal. Delia Akeley geb. Denning überlebte ihn um mehrere Jahrzehnte und betrieb ebenfalls Naturforschung. Zusammen unternahmen sie mehrere Expeditionen nach Afrika. 1909 traf das Ehepaar Akeley während einer eigenen Expedition für das American Museum of Natural History mit Theodore Roosevelt zusammen, der die Smithsonian-Roosevelt African Expedition leitete. Gemeinsam gingen sie auf die Elefantenjagd, um für Akeley die benötigten Exemplare zu schießen. In den folgenden Jahren unternahm er zahlreiche weitere Reisen und studierte vor allem Gorillas. Aus diesen Expeditionen resultierte sein Engagement für den Artenschutz. So setzte er sich für den Aufbau des Albert-Nationalparks, des ersten Naturreservats in Afrika, ein.
Carl Ethan Akeley war auch als Künstler bekannt. Seine Skulpturen, von denen einige im American Museum of Natural History ausgestellt sind, stellen überwiegend Tiere dar.
1924 ließen Carl und Delia Akeley sich scheiden. Akeley heiratete noch im selben Jahr erneut, Mary Jobe Akeley geb. Watson war ebenfalls Forscherin. 1926 unternahmen sie zusammen eine Expedition in die damalige Kolonie Belgisch-Kongo, wo sie im Auftrag des American Museum of Natural History Tiere und Pflanzen erforschten und fotografierten. Als Carl Akeley 1926 unerwartet in Afrika starb, übernahm Mary Jobe Akeley die Leitung der Expedition und führte seine Forschungen weiter. Mary Jobe Akeley veröffentlichte später mehrere Bücher über diese Reisen.
Akeley selbst veröffentlichte unter anderem eine Autobiografie unter dem Titel Im hellsten Afrika (In Brightest Africa). Er starb während seiner fünften Afrikaexpedition im Kongo am Fieber und ist nur wenige Kilometer von der Stelle, an der er die erste Begegnung mit dem Gorilla „Old Man of Mikeno“ hatte, beerdigt. Im American Museum of Natural History ist ihm zu Ehren ein Saal nach ihm benannt.

### Erfindung des Spritzbetons
Seine bekannteste Erfindung ist der Spritzmörtel bzw. Spritzbeton, den er Anfang des 20. Jahrhunderts erfand und für den er 1911 ein Patent bekam (Patentanmeldung 1908 als „Apparat zum Mischen und Auftragen von plastischen Materialien“). Er suchte anfangs eine Methode, bei seinen Präparationsarbeiten plastische Modelle von großen Tieren herzustellen. Dafür baute er ein Drahtgerüst, und mit einer speziellen Kanone sprühte er mit komprimierter Luft Mörtel an den Draht. Zuerst stellte er für das Field Museum of Natural History in Chicago mit seiner Zementkanone Modelle von Tieren für Museumsausstellungen her, später wandte er diese Methode auch an Gebäuden an.

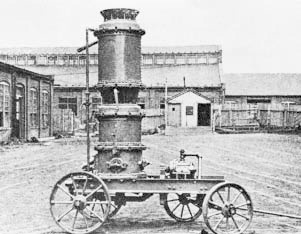
Bild der Spritzbetonmaschine von Carl Ethan Akeley (1907)

## Werke (Auswahl)
- Im hellsten Afrika. Verlag August Scherl, 1925.
- mit Mary Lenore Jobe Akeley: Adventures in the African jungle. Verlag Dodd, Mead & Company, 1930.
- mit Mary Lenore Jobe Akeley: Lions, gorillas and their neighbors. Verlag Dodd, Mead & Company, 1932.